# 森実知子
森 実知子（もり みちこ、1985年4月29日 - ）は、日本の映画監督、脚本家、女優である。香川県出身。

## 来歴
2020年 - 本格的に映像制作を開始。
2022年5月21日-監督デビュー作品となる「会いたくてたまらない（I'm Dying to see you）」が宮古島国際映画祭にて上映され、特別賞を受賞する。
2022年11月12日-山形国際ムービーフェスティバルにて「湖の底から見る風景」が観客賞および入選・東北ケーブルテレビネットワーク賞、「会いたくてたまらない」が入選・NID東北賞をそれぞれ受賞する。
2022年12月1日-横濱インディペンデント・フィルム・フェスティバル2022にて「湖の底から見る風景」が観客賞に選出される。
2023年2月19日-かごしま平和映画祭にて「湖の底から見る風景」が最優秀短編賞を受賞する。 
2023年11月26日-唐津ライジングサン国際映画祭にて「湖の底から見る風景」が短編映画部門グランプリを受賞する。
2024年11月24日-四日市映画祭コンペティションにて「湖の底から見る風景」がミラージュ部門グランプリを受賞する。

## 人物
サンタモニカ・カレッジ舞台芸術学科卒業。サンタモニカ・カレッジに通学している間にステラ・アドラー・ コンサバトリー（Stella Adler Studio of Acting）、イヴァナ・チャバック・スタジオ（Ivana Chubbuck Studio）等で演技を学ぶ。2007年に帰国後、鴨下信一、松田秀知の下で演出を学び、役者としてドラマや映画にも出演している。2021年に制作した短編映画「会いたくてたまらない」が初監督作品となる。 2022年に制作した短編映画「湖の底から見る風景」』は国内外の映画祭で評価が高く、2023年10月に ハリウッドにあるTCL・チャイニーズ・シアターにて上映された。現在は主に映画監督、脚本家、女優として活動している。

## 出演

### ドラマ
- ドクターX 外科医・大門未知子（2017年、テレビ朝日）- 第5期[11]
- 陽はまた昇る （2011年、テレビ朝日）[12]

### 映画
- 泣くもんか（2009年）- 小学校の先生役
- 片桐はいり4倍速（2009年） - 占いの客役

### 他
- Unmemorized Camera（2010年）[13]
- ジャジーな夜-GIRL TALK-（2010年）[14]

## 作品
- 妹の結婚（2021年）[15]
- 会いたくてたまらない（I'm Dying to see you）（2022年）[16]
- 湖の底から見る風景（2022年）[17][18]